# بول زريفوبول
كان بول زريفوبول (30 نوفمبر 1874 - 1 مايو 1934) ناقدًا أدبيًا واجتماعيًا وكاتب مقالات ومؤرخًا أدبيًا رومانيًا. سليل عائلة أرستقراطية، تلقى تدريبًا رسميًا في كل من فقه اللغة وعلم اجتماع الأدب، شاع اسمه في عام 1910 باعتباره صوتًا متمردًا ومميزًا للغاية في أوساط الصحافة الرومانية ومراجعي الكتب. كان مقربًا وناشرًا للكاتب الروماني إيون لوكا كاراجيال، فقد بنى نظرياته على تقييمات كاراجيال القوية بالفعل للمجتمع والثقافة الرومانية. دافع زريفوبول عن الفن من أجل الفن حتى ضد ماركسية والد زوجته، قسطنطين دوبروجينو-جيريا، وشعبوية صديقه، غارابت إبريليانو. كان أيضًا مراقبًا ومهتمًا بالاتجاهات الكلاسيكية الجديدة، والفلستية، والعادات غير الأصيلة، التي دعت إلى التجديد، ولكن ليس الثورة. كان مراجعًا متشككًا في الأدب الحداثي، وظهر مرة أخرى خلال فترة ما بين الحربين العالميتين كمروج متفانٍ له، لكن رُفض تفضيله للترفيه الأدبي على الجوهر إضافة إلى العديد من رهاناته الأدبية من قبل خبراء ذلك الوقت.
ما تزال النظرة تجاه سلوكيات زريفوبول في الذاكرة الثقافية بأنه غريب الأطوار، ليس فقط لأنه تعامل مع المؤسسة الأدبية وسخر منها، ولكن أيضًا لأنه رفض نشر معظم أعماله في شكل كتاب، أو العمل في الأوساط الأكاديمية. بعد أن فقد ثروة كبيرة، عاش منعزلًا عن الأنظار، وعاش على عائداته ككاتب عمود أدبي، وكانت معظم كتاباته منشورة في مجلة «Viața Româneasc». قبل وفاته بفترة وجيزة، أنشأ مجلته الناجحة ريفيستا فونداتيلور ريغال. دافع زريفوبول عن فلسفته الأممية ضد علماء اللغة الآخرين، ولكن أيضًا ضد التقليديين الجدد الناشئين في جريدة غانديريا. نظر زريفوبول إلى التقليدية الحديثة على أنها تلفيق، وأعطته مقالاته طابع مفكر محافظ غير تقليدي ومناهض للشمولية.

## سيرته الشخصية

### الأصل والحياة المبكرة
ولد الناقد المستقبلي في ياش، والده بول (بافل) زريفوبول، أو زريفوبولو، وزوجته إيلينا (كوليانو قبل الزواج). كانت عائلته من أبيه موثقة بأنها يونانية، وبشكل أكثر عمومية «جنوبية» أو بلقانية الأصل. استقروا في الأصل وعملوا كتجار خيول، وسمح لهم الأتراك العثمانيين بالسكن في مولدافيا، وترقوا إلى طبقة نبلاء البويار المولدافيين بعد عام 1850.
من جانب والدته كوليانو، كان بول مرتبطًا بشخصيات أدبية وسياسية مرموقة. كان أحد إخوة إيلينا نيكولاي كوليانو، البويار وعالم الفلك وعميد مجتمع جونيميا الأدبي، والجد الأكبر للباحث والروائي الديني إيوان بيترو كوليانو. كان خاله الآخر، الذي ظل أقرب إلى إيلينا، هو الفقيه ستيفان ني ستاماتيو كوليانو، وهو أيضًا عضو مهم في مجتمع جونييميا. ماريا نانو، أختهم، كانت زوجة مالك الأرض جورج نانو، مما جعل بول الابن أول ابن عم للشاعر دي نانو.
أدار زريفوبول الأب عقارات الأمير المولدافي ميخائيل ستوردزا في كريستيتي. وهناك التقى هو وإيلينا. وفقًا للباحثة إلينا فولكانيسكو، قد لا يكون بول هو الوالده البيولوجي، وقد يكون وُلد لإيلينا بعد علاقتها مع الجنرال غريغور ستوردزا، وريث ملكية ستيوردزا. في نهاية المطاف، اشترى زريفوبول لنفسه القصر الباروكي وممتلكات ستيوردزا في كارليجي، بالقرب من رومان، ثم منزل مستقل في ياش، حيث أدار هو وستاماتيو كوليانو حانة بورتا سيير. عمل شقيقاه جورج وتيفان زريفوبول في السياسة المحلية، الأول مهندس زراعي متدرب في باريس، كمحافظ، والثاني كمندوب في مجلس نواب رومانيا. كان بول الأب العم الأكبر للشاعر ديميتري أنجيل، وكان ابن أخوه ألكسندرو زريفوبول هو الأب بالتبني للكاتب ألكسندرو باليولوج.
توفي بول الأب في عام 1881، وترك ستاماتيو مسؤولًا عن شؤون الأسرة. ساعدت ثروة أسرتهم في تمويل الأسرة، وتلقى أطفال كوليانو تعليمهم في الخارج. تخرج بول الابن من مدرسة جونيميا للمعاهد المتحدة الثانوية الخاصة، ثم درس في كلية الآداب في جامعة ياش منذ 1892 حتى 1898. في سنواته الأخيرة، أشار إلى أن الأساتذة الذين التقى بهم في المدرسة والجامعة قدموا أهم المساهمات في نظرته الأدبية والأخلاقية. نشر لأول مرة في أرتشيفا لألكساندرو ديميتري زينوبول في عام 1897، وكان ذلك عبارة عن مراجعة لعمل تأريخي لماري هنري داربوا دي جوبينفيل. في عام 1899، كتب قصة قصيرة بعنوان «حكاية الرجل العجوز». ونال الكتاب إعجاب أصدقائه الأدبيين جورج تي كيريليانو وبول بوجور، ونُشر في مجلة كارمن سيلفا تحت الاسم المستعار «Z».
في عام 1902، عينه ألكسندرو فيليبيد، أستاذ زريفوبول كمساعد واعتبره خليفة محتملًا، لم يقبل بذلك، وأوصى المفكر اليهودي هايمان هاريتون تيكتين لهذا المنصب. وبحسب قوله، كان تكتين مؤهلًا أكثر منه، على الرغم من استهدافه من قبل «تيار معاد للسامية عنيف إلى حد ما». وبدلًا من ذلك، غادر زريفوبول إلى ألمانيا ليتخصص في فقه اللغة (تحت حكم هيرمان سوشيير)، والفلسفة، كطالب في رؤية ألويس رييل الموضوعية للعالم. حصل على الدكتوراه من جامعة هاله عام 1904. كان شغفه الرئيسي هو موسيقى ريتشارد فاجنر، والتي من خلالها اكتشف الملاحم، التي اعتبرها رواية القصص المثالية.